# 松浦嘉彦
松浦 嘉彦（まつうら よしひこ、1918年4月21日 - 2004年3月27日）、日本の実業家。元日本通運専務取締役、高千穂学園第6代理事長。

## 経歴
高千穂高等商業学校第23回(現・高千穂大学)卒業。
日通に入社、1972年新潟支店長、同年11月取締役に就任する。その後、1974年11月常務取締役、1979年6月専務取締役に就任した。
1996年1月から1998年5月まで高千穂学園の理事長を務めた。
2004年3月27日、胸部大動脈解離のため死去。